# Daimler L20
Die Daimler L20 ist ein leichtes Sport- und Trainingsflugzeug des deutschen Herstellers Daimler-Motoren-Gesellschaft. Sie wurde ab 1927 bei der Leichtflugzeugbau Klemm GmbH in Serie gebaut.

## Geschichte
Die Daimler L20 stellt die letzte Entwicklungsstufe einer Reihe von Versuchsflugzeugen dar, die die Konstrukteure Hanns Klemm und Martin Schrenk bei der Daimler-Motoren-Gesellschaft in Sindelfingen zwischen 1922 und 1924 zur Entwicklung eines serientauglichen Leichtflugzeugs untersucht hatten. Ausgangspunkt der Entwicklung war die Daimler L15, die Hanns Klemm bereits 1919 als weltweit erstes brauchbares Leichtflugzeug entwickelt hatte und ab 1922 mit Schrenk über mehrere Zwischenstufen schrittweise in Richtung eines in Betrieb und Beschaffung preiswerten Motor-Reiseflugzeugs entwickelte. Nach Abschluss der grundlegenden Forschungsarbeiten sollten mit der Daimler L20 die Ergebnisse in einer für den Serienbau geeigneten Konstruktion zusammengefasst werden.
Hierzu entstanden bei der DMG in Sindelfingen 1924 zunächst drei Prototypen der Daimler L20, von denen die erste Maschine D-608 im Oktober 1924 zum ersten Mal flog. Die drei Prototypen wurden zunächst mit einem 12,5 PS starken Motorrad-Motor von Harley-Davidson ausgerüstet, da der eigentlich als Antrieb vorgesehene, von Ferdinand Porsche bei DMG entwickelte, 20 PS starke Daimler F7502-Motor 1924 noch keine Serienreife hatte. Während der Erprobung erwiesen sich die mit Spannseilen verspannten Tragflächen als torsionsanfällig. Schrenk konstruierte daher eine Torsionsbox, die vor dem hinteren Flügelholm eingesetzt wurde. Es entstand 1925 ein vierter Prototyp mit dieser Torsionsbox, der als L20B, D-819 das Ausgangsmuster für die spätere Serienmaschine wurde. Im Mai 1925 stellte Ferdinand Porsche die ersten F7502-Motore für die Prototypen zur Verfügung, womit die Entwicklung und Erprobung der Daimler L20B1 abgeschlossen wurde.
Bereits im Winter 1924 wurde der erste Prototyp D-608 am Bodensee mit Pontonschwimmern als WL20 ausgerüstet und erprobt. Neben der Ausrüstung mit konventionellem Fahrwerk und Pontonschwimmer war für die Daimler L20 auch die Montage von Skiern für Landungen im Schnee vorgesehen. Die Umrüstung zwischen den Varianten war mit verhältnismäßig geringem Aufwand möglich.
Die beiden Prototypen D-608 mit Martin Schrenk und D-609 mit Daimler-Werkspiloten Johann Guritzer nahmen im Juni 1925 am Deutschen Rundflug 1925 in der Gruppe A für Leichtflugzeuge mit bis zu 40 PS Motorleistung teil. Speziell für den Wettbewerb wurden die beiden Maschinen als Daimler L20C1 mit verkürzten sogenannten Sport-Tragflächen der Daimler L18 ausgestattet. Schrenk bewältigte mit der D-608 eine Distanz von 3121 km und belegte damit Platz 2 vor Guritzer, der mit der D-609 eine Strecke von 2947 km zurücklegte. Platz 1 wurde von Bruno Loerzer gewonnen, der mit der speziell für den Deutschen Rundflug gebauten, zweimotorigen Daimler L21 die vollständige Strecke von 5000 km in 5 Tagen bewältigte. Weit abgeschlagen hinter den drei Daimler-Leichtflugzeugen folgte auf Platz 4 eine Rieseler R III und auf Platz 5 die Darmstadt Mohamed. Im Anschluss an den Deutschen Rundflug nahmen die beiden Daimler-L20-Prototypen am Otto-Lilienthal-Leistungswettbewerb in Adlershof teil, bei dem Schrenk mit der D-608 in allen Leistungsklassen sämtliche ersten Preise errang. Auch beim Internationalen Flug-Wettbewerb in München konnten die beiden L20-Prototypen im September 1925 insgesamt fünf Preise erzielen. Die Erfolge der Daimler L20 bei diesen Wettbewerben führten in Fachkreisen zu einer intensiven Nachfrage nach diesem neuen Leichtflugzeug.
Die von Klemm und Schrenk geplante Aufnahme einer Serienproduktion der Daimler L20B1 bei der Daimler-Motoren-Gesellschaft fand allerdings nicht statt. Auf Grund der desolaten wirtschaftlichen Situation in Deutschland waren die Daimler-Motoren-Gesellschaft und deren Konkurrent Benz & Cie. 1925 zur Fusion gezwungen. Das neue Unternehmen Daimler-Benz AG entschloss sich Ende 1925 zur Konzentration auf die Kernsparten des Motorenbaus und des Automobilbaus. Der DMG-Flugzeugbau wurde Ende 1925 trotz der Markt-Nachfrage nach der Daimler L20 nach der Fertigstellung von vier L20-Prototypen eingestellt.

## Konstruktion
Die Daimler L20 ist ein Tiefdecker in Holzbauweise mit eckigem Rumpfquerschnitt und Stoffbespannung. Die Tragflächen und die Höhenruder konnten für den Straßentransport angeklappt werden. Als Antrieb kam ein luftgekühlter Zweizylinder-Boxermotor mit 16 kW Leistung zum Einsatz, der über das gleiche Planetengetriebe wie in der L15 den Propeller antrieb.

## Serienfertigung
Hanns Klemm gründete nach Einstellung des DMG-Flugzeugbaus die Leichtflugzeugbau Klemm GmbH und erwarb von der Daimler-Benz AG die Einrichtungen der früheren DMG-Abteilung Flugzeugbau. Außerdem erwarb Klemm von der Daimler-Benz AG die Rechte an den von ihm bei Daimler entwickelten Flugzeugmustern sowie die zugehörigen Prototypen einschließlich der vier L20-Prototypen. Von der Daimler-Benz AG mietete Hanns Klemm die Fertigungshallen der ehemaligen Flugzeugbau-Abteilung in Sindelfingen und richtete hier die Serienfertigung für die Daimler L20B1 ein.
Im neuen Klemm-Betrieb entstanden Anfang 1927 vier weitere Daimler L20B1 (D-977 bis D-980), die für die Musterzulassung herangezogen wurden. Die endgültige Musterzulassung für die Daimler L20B1 erfolgte mit D-978 am 31. März 1927. In der Serie wurden ausschließlich Daimler L20B1 mit Daimler F7502-Motor hergestellt. Bereits Anfang März 1927 war die erste Daimler L20B1 (D-980) an Anton Riediger in Ehingen ausgeliefert worden. Insgesamt 40 Daimler L20B1 wurden 1927 in den Klemm-Werkstätten in Sindelfingen gefertigt. Weitere 37 Flugzeuge folgten 1928.
Im Sommer 1928 erfolgte die Umstellung der Serienfertigung auf das Nachfolgemuster Klemm Kl 25. Die letzten Daimler L20B1 wurden im Juni 1928 in Sindelfingen ausgeliefert. Die Klemm-Werkstatt in Sindelfingen wurde bis Ende 1928 aufgelöst. Die Fertigung des Nachfolgemusters wurde am neuen Betriebsstandort in Böblingen aufgenommen. Einschließlich der vier bei DMG gebauten Prototypen sind 83 gebaute Daimler L20 nachweisbar. Möglicherweise wurden die letzten beiden Daimler L20 erst 1929 in Böblingen fertiggestellt.
Hauptsächlich wurden die Daimler L20B1 in Deutschland geflogen. Einer der größten Betreiber war die Deutsche Luftfahrt GmbH, die das Flugzeug in ihrem Flugschulbetrieb nutzte. Auch in der Schweiz und in Österreich sowie in Dänemark wurde die L20 in größeren Stückzahlen geflogen. In die USA exportierte Hanns Klemm 1928 insgesamt vier L20. Einzelstücke gingen nach Bulgarien, Italien, Spanien und Norwegen sowie ins Saarland, In Südamerika flogen zwei Daimler L20 in Argentinien und Brasilien.

## Rekorde und Wettbewerbe

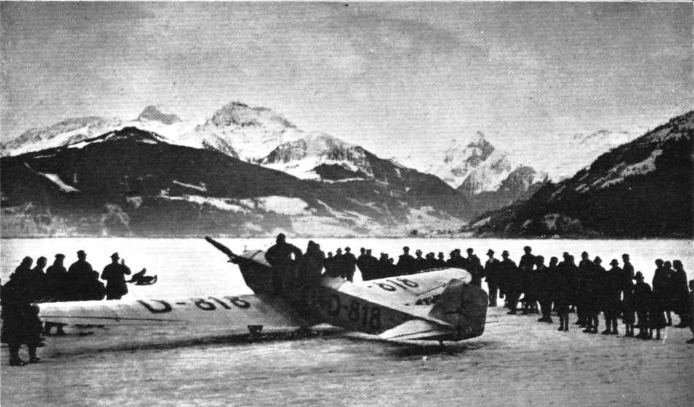
L20 nach Überquerung der Alpen, Anfang 1926

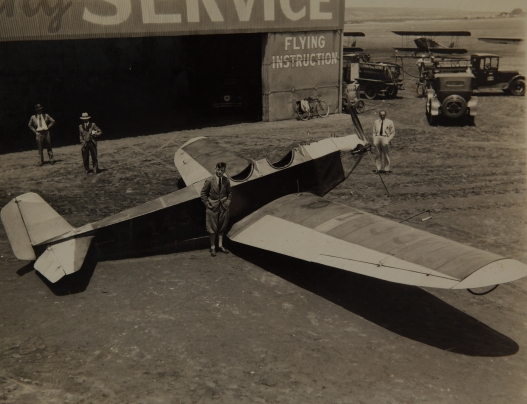
D-1433, Warthausen Weltflug

Um die Öffentlichkeit von der Leistungsfähigkeit der Leichtflugzeug-Technologie zu überzeugen, beteiligten sich zunächst die Daimler- und ab 1927 die Klemmwerke an zahlreichen Wettbewerben und absolvierten eine Reihe von Rekordflügen, die medienwirksam in Szene gesetzt wurden. Öffentlichkeitswirksame Rekorde waren u. a.:
- Zugspitzflug ohne Landung, Ernst Udet, 12. März 1925, L20A1, D-818
- Deutscher Rundflug, Juni 1925, L20A1, D-608 (Schrenk) und D-609 (Guritzer) belegen Platz 2 und 3
- Otto-Lilienthal-Leistungswettbewerb, August 1925, D-608 (Schrenk) und D-609 (Guritzer) belegen in allen Disziplinen Platz 1 und 2
- Alpenflug, 6. Februar 1926, L20A1, D-818 (Guritzer und von Langsdorff) von Stuttgart nach Budapest und zurück
- Zugspitzflug mit Landung und Start, Ernst Udet, 23. Februar 1928, L20B1, D-1122
- Weltflug, 12. August 1928 bis 22. November 1929,[3] von Koenig-Warthausen, L20B1, D-1433 mit 20.000 Flugmeilen und 450 Flugstunden (Hindenburg-Pokal 1928)
- FAI-Distanzrekord, 16. Oktober 1928, Erika Naumann und Hans Wirth, L20B1 von Böblingen nach Mieschkance in Litauen über 1305 km
- 15.000. Flug des L20-Prototyps, 10. Mai 1930, L20A1, D-608

Darüber hinaus nahmen Daimler L20 Maschinen an zahlreichen Wettbewerben mit ihren privaten Eigentümern in den folgenden Jahren teil. Mit Verfügbarkeit des Nachfolgemusters Klemm L25 wurde dieser Flugzeugtyp allerdings von den Klemmwerken ab 1929 bei Rekord- und Wettbewerbsflügen vornehmlich eingesetzt.

## Verbleib

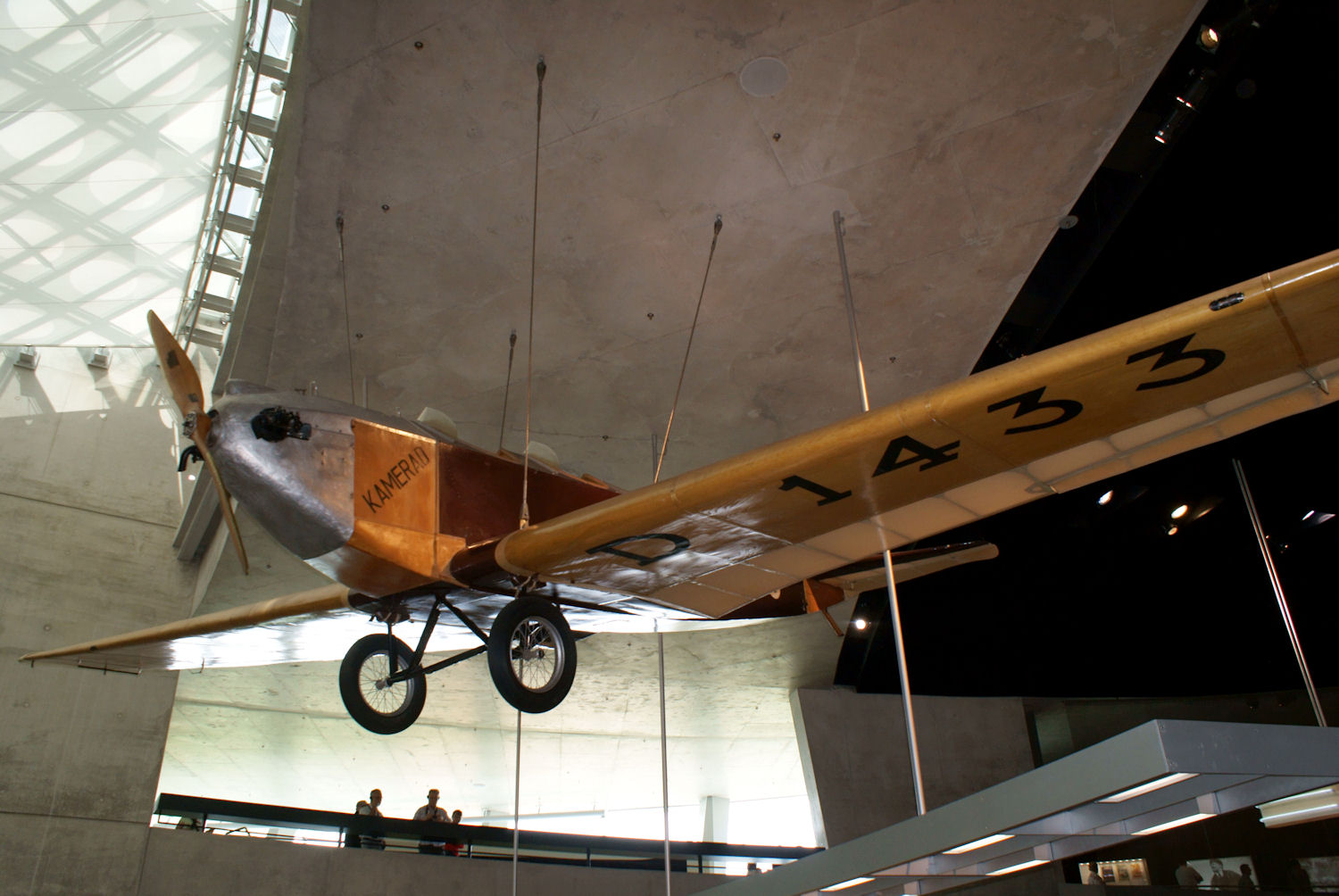
Klemm-Daimler L20 D-1433, 2013

Die meisten der insgesamt 83 gebauten Daimler L20 wurden bis Mitte der 30er Jahre außer Dienst gestellt oder gingen durch Absturz verloren. Die letzten Daimler L20 in Deutschland wurden bei Ausbruch des Zweiten Weltkriegs eingelagert und später zerlegt. Weltweit existieren noch drei originale Daimler L20:
- WNr. 53, LV-QDA in Privatbesitz in Casilda Santa Fe, Argentinien (eingelagert)
- WNr. 74, D-1433 im Mercedes-Benz Welt in Stuttgart (in der öffentlichen Ausstellung im Erscheinungsbild der Warthausen-Maschine WNr. 14)
- WNr. 81, ex OE-DFG jetzt A-98 im Österreichischen Luftfahrtmuseum in Graz (seit 1. Mai 2024 in der öffentlichen Ausstellung des Museums im Erscheinungsbild Ramor A-98 von 1931)[5]

Neben diesen original erhaltenen Daimler L20 existieren noch zwei beachtenswerte Nachbauten, von denen einer flugfähig hergestellt wurde:
- L20-Replika im Fliegenden Museum Hahnweide (im Bau mit originalem F7502, gelegentlich auf Ausstellungen zu sehen)
- Craftlab L20, Replika, OE-VKL im Fahrtraum Museum – Porsche Erlebniswelten in Mattsee (flugfähig)

## Technische Daten
| Kenngröße             | Daten                               |
| --------------------- | ----------------------------------- |
| Besatzung             | 1                                   |
| Passagiere            | 1                                   |
| Länge                 | 7,27 m                              |
| Spannweite            | 13,00 m                             |
| Höhe                  | 2,05 m                              |
| Flügelfläche          | 20,0 m²                             |
| Flügelstreckung       | 8,5                                 |
| Leermasse             | 265 kg                              |
| max. Startmasse       | 450 kg                              |
| Reisegeschwindigkeit  | 95 km/h                             |
| Höchstgeschwindigkeit | 105 km/h                            |
| Dienstgipfelhöhe      | 4100 m                              |
| Reichweite            | 480 km                              |
| Triebwerke            | ein Daimler F7502 mit 16 kW (20 PS) |

## Varianten
- Daimler L20A – 3 Stück ohne Torsionskasten mit Harley-Davidson-Motor (Prototypen)
- Daimler L20A1 – 3 Umbauten aus L20A ohne Torsionskasten mit Daimler F7502
- Daimler L20B1 - 1 Vorserienflugzeug bei Daimler Sindelfingen mit Torsionskasten und Daimler F7502
- Klemm-Daimler L20B1 – Serienbau bei Leichtflugzeugbau Klemm in Sindelfingen, 79 Stück
- Daimler L20C1 – 2 Umbauten aus L20A1 mit verkürzten Sportflügeln und Daimler F7502 (Wettbewerbsflugzeug)
- Daimler WL20 – L20 auf Pontonschwimmern (nur durch Umrüstung)